# Энрот, Юнас
Ю́нас Э́рик Э́нрот (швед. Jhonas Erik Enroth; род. 25 июня 1988, Стокгольм, Швеция) — шведский хоккеист, вратарь клуба Шведской хоккейной лиги (SHL) «Эребру». Серебряный призёр Олимпийских игр 2014, чемпион мира (2013).

## Карьера

### Клубная карьера
На драфте НХЛ 2006 года Энрот был выбран во 2 раунде под общим 46-м номером клубом «Баффало Сейбрз». Он стал лучшим европейским вратарем на драфте.
В 2007 году Энрот вошёл в число четырёх претендентов на звание лучшего новичка Элитной Серии 2008. Награду в итоге получил другой вратарь — Даниэль Ларссон. Он закончил регулярный сезон 2007/08 в Швеции в качестве ведущего вратаря с лучшим процентом отражённых бросков и коэффициентов надёжности. 31 мая 2008 года Энрот подписал трёхлетний контракт с командой НХЛ «Баффало Сейбрз».
Энрот провёл свой первый матч в НХЛ 7 ноября 2009 года в игре против «Бостон Брюинз». В этой игре «Сейбрз» проиграли 2:4, а Энрот пропустил четыре шайбы. Следующий шанс он получил уже в сезоне 2010/11 — 3 ноября 2010 года. Тогда он сыграл 20 минут в выездном матче против «Бостона», пропустив три шайбы после двенадцати бросков, тем самым записав уже второе поражение в НХЛ.
Энрот одержал свою первую победу в НХЛ в игре против «Торонто Мэйпл Лифз», которая состоялась 6 ноября 2010 года в Торонто и завершилась в серии буллитов со счетом 3:2. Свою вторую победу он также одержал в серии буллитов в игре против «Нью-Джерси» 10 ноября 2010 года. Его третья победа в НХЛ опять состоялась по буллитам в игре против «Монреаль Канадиенс» 15 февраля 2011 года. Одержав эту победу, он стал первым вратарём в НХЛ, одержавшим свои первые три победы в буллитных сериях.
Энрот сделал свой первый шатаут в НХЛ 30 марта 2011 года в игре против «Нью-Йорк Рейнджерс», отразив все 23 броска. Для этого ему понадобилось провести 10 игр. Его родители присутствовали на игре, специально прилетев из Швеции, чтобы посмотреть на него.
4 апреля 2011 года Энрот вошёл в число трёх звезд недели НХЛ. 26 апреля 2011 года Йонас появился в своем первом матче плей-офф НХЛ, заменив в воротах Райана Миллера. В своей дебютной игре он вышел в третьем периоде и пропустил одну шайбу после восьми бросков.
В сезоне 2012/13 на период локаута Энрот провёл два матча в своём родном клубе «Худдинге». После этого он подписал контракт с клубом Аллсвенскан «Альмтуна».
11 февраля 2015 года Энрот перешёл в «Даллас Старз» в обмен на другого шведского вратаря и своего ровесника Андерса Линдбека и право выбора в 3-м раунде драфта 2016 года.

### Международная карьера
В составе сборной Швеции Энрот принимал участие на чемпионатах мира разных возрастов. На юниорском чемпионате мира 2005 года он сумел завоевать вместе с командой бронзовую медаль. На турнире годом позже сборная Швеция заняла лишь шестое место.
Энрот выступал на двух молодёжных чемпионатах мира — 2007 и 2008. Если первый сложился неудачно: шведы заняли четвёртое место, то соревнование 2008 года принесло «Тре крунур» серебряный медали.
В 2012 году Энрот получил приглашения для участия в домашнем чемпионате мира. Сборная Швеции выступила на чемпионате слабо, уступив в четвертьфинале сборной Чехии — 3:4. Йонас провёл на турнире два матча, оба которых стали для шведов победными.
В 2013 году снова получил приглашение для участия в домашнем чемпионате мира, где сыграл 7 матчей, 5 из которых оказались победными. В итоге сборная Швеции выиграла золотые медали, а Энрот был признан лучшим вратарем чемпионата мира и попал в символическую сборную всех звезд.
9 октября 2017 года признан лучшим вратарем недели в Континентальной хоккейной лиге (КХЛ).
20 декабря 2019 года покинул минское «Динамо».

## Статистика

### Клубная
- a В «Плей-офф» учитывается статистика игрока в Квалификационном турнире Элитной серии.

### Международная
По данным: Eliteprospects.com, HockeyGoalies.org. и hockeyDB

## Достижения
| Год  | Команда         | Достижение                                    | Достижение |
| ---- | --------------- | --------------------------------------------- | ---------- |
| 2005 | Швеция (юниор.) | Бронзовый призёр юниорского чемпионата мира   |            |
| 2007 | Сёдертелье      | Выход в Элитную серию из Аллсвенскана         |            |
| 2008 | Швеция (мол.)   | Серебряный призёр молодёжного чемпионата мира |            |
| 2013 | Швеция          | Чемпион мира                                  |            |
| 2014 | Швеция          | Серебряный призёр Олимпийских игр             |            |

| Год           | Команда        | Достижение                                        | Достижение |
| ------------- | -------------- | ------------------------------------------------- | ---------- |
| Клубные       |                |                                                   |            |
| 2007          | Сёдертелье     | Лучший процент отражённых бросков Аллсвенскан     |            |
| 2008          | Сёдертелье     | Лучший процент отражённых бросков Элитной серии   |            |
| 2008          | Сёдертелье     | Лучший коэффициент надёжности Элитной серии       |            |
| 2008          | Сёдертелье     | Попадание в Сборную новичков Элитной серии        |            |
| 2012          | Баффало Сейбрз | Попадание в Сборную новичков НХЛ                  |            |
| Международные |                |                                                   |            |
| 2013          | Швеция         | Лучший процент отражённых бросков чемпионата мира |            |
| 2013          | Швеция         | Лучший коэффициент надёжности чемпионата мира     |            |
| 2013          | Швеция         | Попадание в Сборную всех звёзд чемпионата мира    |            |
| 2013          | Швеция         | Лучший вратарь чемпионата мира                    |            |

### Комментарии
1. ↑  Также встречается вариант Йонас.